# Singapur International 1999
Die Singapur International 1999 im Badminton fanden Ende April 1999 in Singapur statt.

## Sieger und Platzierte
| Disziplin    | Gold                         | Silber                               | Bronze                            |
| ------------ | ---------------------------- | ------------------------------------ | --------------------------------- |
| Herreneinzel | Sairul Amar Ayob             | Lee Tsuen Seng                       | Jason Wong                        |
| Herreneinzel | Sairul Amar Ayob             | Lee Tsuen Seng                       | Ronald Susilo                     |
| Dameneinzel  | Yuli Marfuah                 | Yeni Diah                            | Xiao Luxi                         |
| Dameneinzel  | Yuli Marfuah                 | Yeni Diah                            | Li Li                             |
| Herrendoppel | Ade Lukas Hermono Yuwono     | Saputra Hadi Endra Mulyana Mulyajaya | Hong Chieng Hun Teo Kok Seng      |
| Herrendoppel | Ade Lukas Hermono Yuwono     | Saputra Hadi Endra Mulyana Mulyajaya | Patrick Lau Kim Pong Amon Santoso |
| Damendoppel  | Ang Li Peng Chor Hooi Yee    | Angeline de Pauw Eny Widiowati       | Fatimah Kumin Lim Li Li           |
| Damendoppel  | Ang Li Peng Chor Hooi Yee    | Angeline de Pauw Eny Widiowati       | Liu Fan Frances Xiao Luxi         |
| Mixed        | Pang Cheh Chang Lim Pek Siah | Chan Chong Ming Joanne Quay          | Rizal Fadillah Eny Widiowati      |
| Mixed        | Pang Cheh Chang Lim Pek Siah | Chan Chong Ming Joanne Quay          | Teo Kok Seng Ang Li Peng          |